# Planche des Belles Filles
Planche des Belles Filles is een 1148 meter hoge bergtop in de Vogezen.
Planche des Belles Filles is gelegen in het departement Haute-Saône in de gemeente Plancher-les-Mines, daar waar dat grenst aan het departement Territoire de Belfort. De berg is een van de hogere toppen van de Haute-Saône, net lager dan de Ballon de Servance (1216 m). Op de top is een skistation met drie skiliften.

## Etymologie en legende
De naam (letterlijk plank van de mooie meisjes) is ontleend aan de lokale flora. In de 16e eeuw kende de plek de naam lieu peuplé de belles fahys, een "plek met mooie beuken" in het lokale dialect. Belles fahys verbasterde naar Belles Filles, hoewel in de buurt nog een plaats ligt met de naam Belfahy. Planche, "plank", komt van de nabijgelegen plaats Plancher-les-Mines.
Volgens een legende heeft de plek zijn naam te danken aan de bezetting door de Zweedse huurlingen tijdens de Dertigjarige Oorlog. Bij deze bezetting door de Zweden vluchtten jonge meisjes uit het nabijgelegen dorp naar deze berg om te ontsnappen aan de wrede huurlingen die waren gestationeerd in het gebied Plancher-les-Mines. Zij gaven er de voorkeur aan om zelfmoord te plegen boven misbruikt te worden. Daarom sprongen ze van het plateau hun dood tegemoet in de donkere wateren van het eronder gelegen meer, dat daardoor sindsdien de naam Étang des Belles Filles (vijver van de mooie meisjes) draagt. Een houten beeld gemaakt door een plaatselijke kunstenaar verbeeldt de legende. Dat het niet mogelijk is om vanaf de berg direct in het water te springen, maakt de legende onwaarschijnlijk.

## Wielrennen
De Planche des Belles Filles was tot 2012 en vanaf 2017 opnieuw de finish van de jaarlijks in juni gehouden regionale wielrenwedstrijd Les Trois Ballons. In 2012 was deze top de finishplaats in de zevende etappe van de Ronde van Frankrijk, in 2014 was het de finishplaats van de tiende etappe, in 2017 van de vijfde etappe, in 2019 van de zesde etappe, in 2020 van de voorlaatste (20e) etappe en in 2022 de zevende etappe. Na alle aankomsten behalve die in 2022 op de Planche des Belles Filles wisselde de gele trui van drager.
Op 14 augustus 2015 won Elisa Longo Borghini er de voorlaatste etappe en daarmee het eindklassement van de Route de France.
Op zondag 31 juli 2022 finishte de slotetappe van de Tour de France Femmes op de top van La Planche des Belles Filles.

### Aankomsten Ronde van Frankrijk
| Jaar | Etappe | Startplaats | Afstand (km)       | Winnaar         | Gele trui       |
| ---- | ------ | ----------- | ------------------ | --------------- | --------------- |
| 2012 | 7      | Tomblaine   | 199                | Chris Froome    | Bradley Wiggins |
| 2014 | 10     | Mulhouse    | 161,5              | Vincenzo Nibali | Vincenzo Nibali |
| 2017 | 5      | Vittel      | 160                | Fabio Aru       | Chris Froome    |
| 2019 | 6      | Mulhouse    | 157                | Dylan Teuns     | Giulio Ciccone  |
| 2020 | 20     | Lure        | 36,2 (klimtijdrit) | Tadej Pogačar   | Tadej Pogačar   |
| 2022 | 7      | Tomblaine   | 176                | Tadej Pogačar   | Tadej Pogačar   |

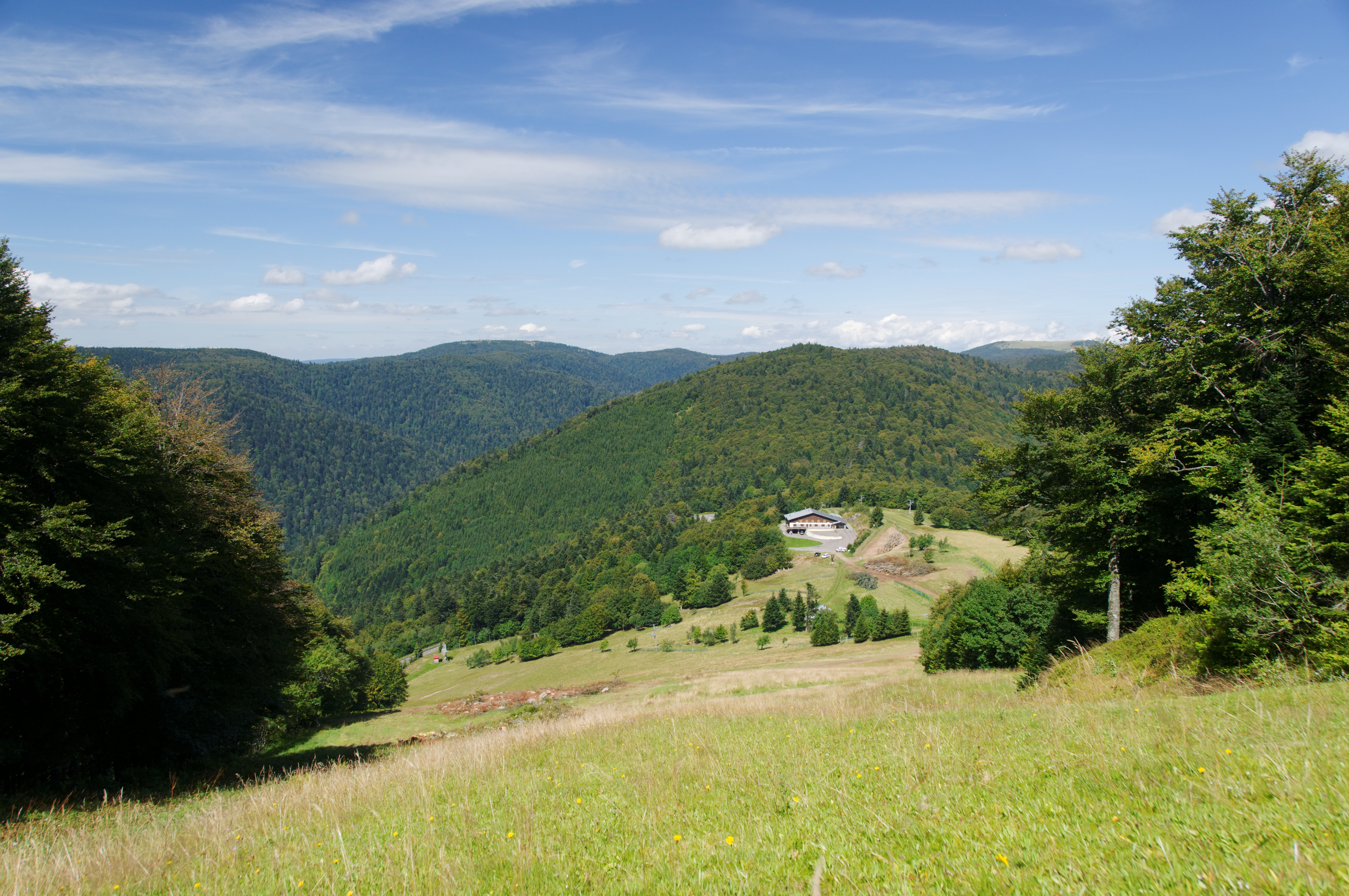
Uitzicht vanaf de top
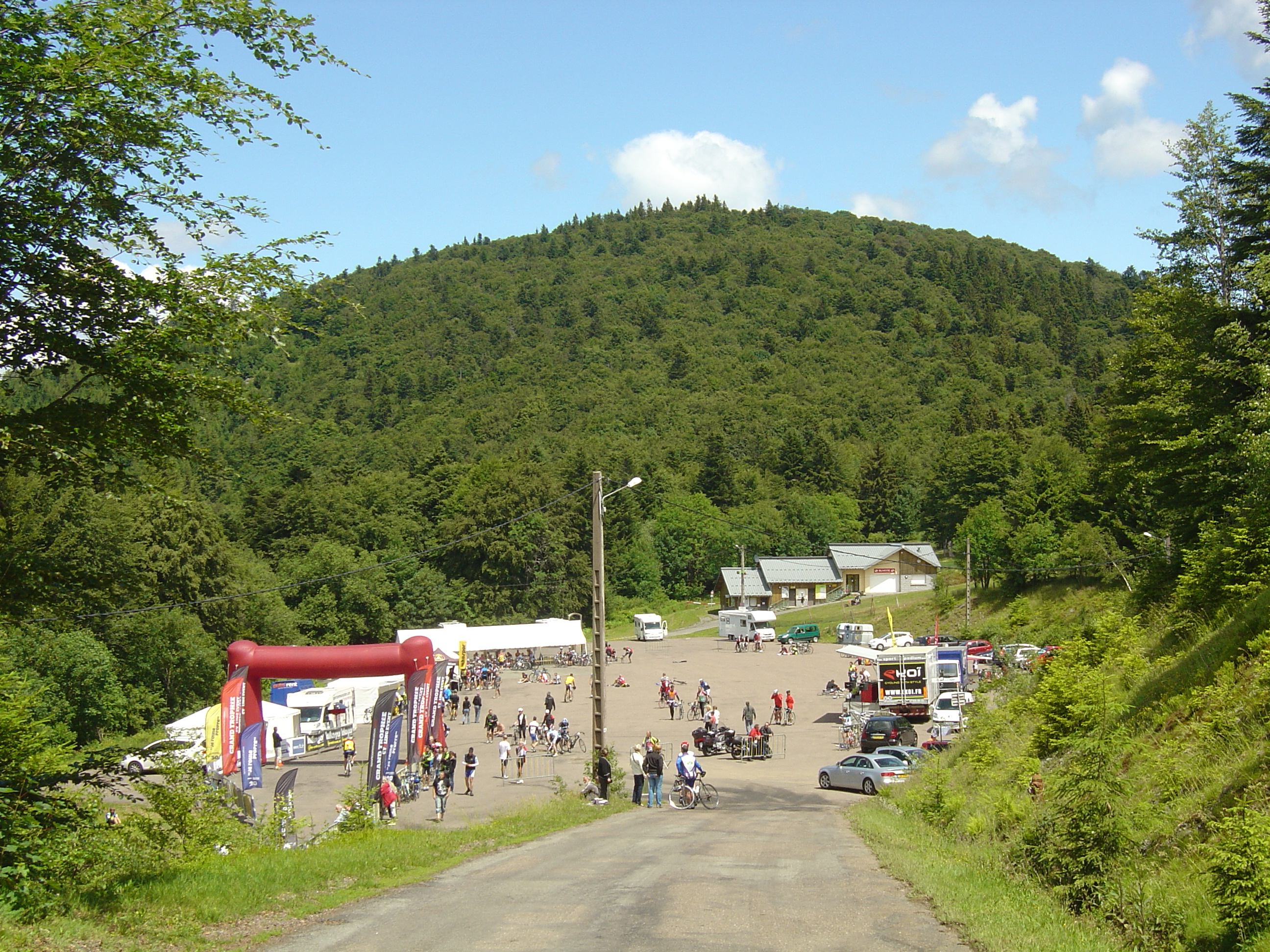
Planche des Belles Filles in Les Trois Ballons
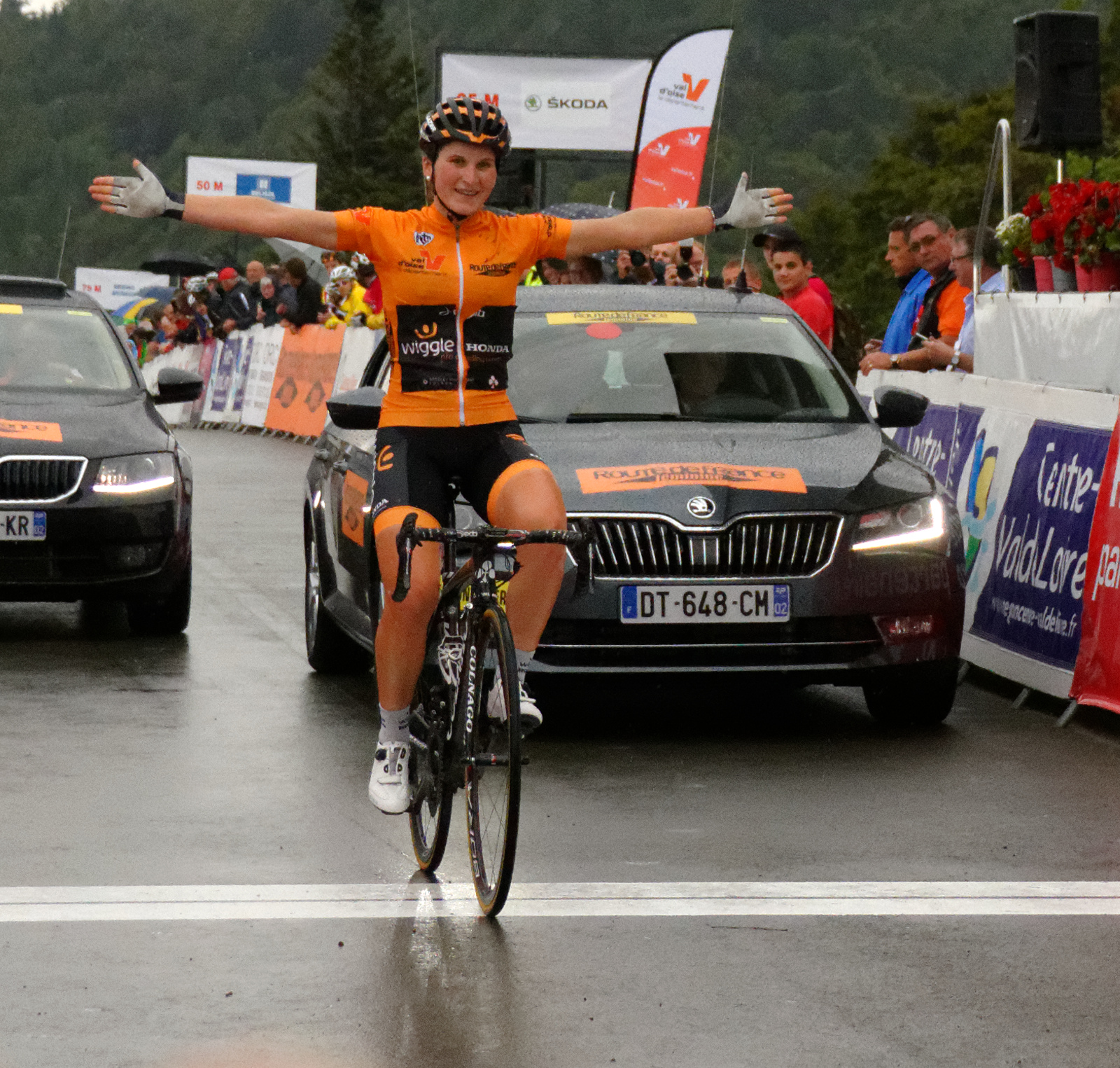
Elisa Longo Borghini wint in 2015 tijdens La Route de France